# رباعي كلوروبلاتينات البوتاسيوم
رباعي كلوروبلاتينات البوتاسيوم مركب كيميائي صيغته K2PtCl4، ويوجد في الشروط القياسية على شكل صلب بلوري أحمر اللون.

## التحضير
يحضر المركب من تفاعل سداسي كلوروبلاتينات البوتاسيوم مع أملاح الهيدرازين (مثل ثنائي كلوريد الهيدرازين).
{\displaystyle \mathrm {2\ K_{2}[PtCl_{6}]+N_{2}H_{6}Cl_{2}\longrightarrow 2\ K_{2}[PtCl_{4}]+6\ HCl+N_{2}\uparrow } }

## الخواص
يوجد المركب في الشروط القياسية على شكل صلب بلوري أحمر اللون، ينحل بشكل ضعيف في الماء. للبلورات بنية وفق نظام بلوري رباعي، وتتبع الزمرة الفراغية P4/mmm.
يمكن لأيونات الكلوريد في رباعي كلوروبلاتينات البوتاسيوم أن تستبدل بعدة ربيطات في تفاعلات تبادل، كما هو الحال مثلاً في تفاعل تحضير سيسبلاتين.
{\displaystyle \mathrm {PtCl_{4}^{2-}+2NH_{3}\longrightarrow PtCl_{2}(NH_{3})_{2}+2Cl^{-}} }

## الاستخدامات
يؤدي اختزال رباعي كلوروبلاتينات البوتاسيوم بطرق مناسبة إلى الحصول على فلز البوتاسيوم بحالة غروانية ذات أهمية محتملة في التحفيز الكيميائي.